# Jaime Spengler
Jaime Spengler, OFM (Gaspar, 6. rujna 1960.), brazilski je kardinal Katoličke Crkve koji je od 2013. nadbiskup Porto Alegrea.
Papa Franjo ga je 7. prosinca 2024. proglasio kardinalom, dodijelivši mu kao članu reda svećenika kardinala naslov San Gregorio Magno alla Magliana Nuova.